# Syndicat mixte des transports du Rhône
Le Syndicat mixte des transports du Rhône (SMTR), était l'autorité organisatrice de transports du conseil général du Rhône, de la communauté d'agglomération Villefranche-Beaujolais-Saône et de la communauté de communes de l'Est lyonnais. Ce syndicat gérait l'ensemble des réseaux de transports sur le territoire situé en dehors de celui du SYTRAL qui gère le réseau TCL de Lyon et son agglomération. Au 1er janvier 2015, le SMTR adhère au SYTRAL et est alors dissous, le SYTRAL reprenant la gestion de l'ensemble des réseaux du SMTR.

## Historique
Lors de la séance publique du 20 juillet 2012, l'assemblée départementale décide de créer un syndicat mixte de type SRU ayant pour but de mieux coordonner les politiques de transport du département, avec création effective au 1er janvier 2013, date à laquelle le syndicat reprend la gestion des réseaux sur son périmètre,. Toutefois, le conseil général décide de rester membre du SYTRAL et précise souhaiter la création d'un syndicat des transports régional.
En juillet 2013, la communauté de communes de l'Est lyonnais rejoint le SMTR.
Le 1er janvier 2014, la communauté d'agglomération de Villefranche-sur-Saône devient la communauté d'agglomération Villefranche-Beaujolais-Saône à la suite de la réforme intercommunale.
En janvier 2014, la volonté de fusionner au 1er janvier 2015, jour de la création de la métropole de Lyon, le SYTRAL avec le Syndicat mixte des transports du Rhône, est réaffirmée. Le nouveau syndicat devant réunir alors la gestion des réseaux urbains TCL de Lyon et Libellule de Villefranche-sur-Saône ainsi que le réseau interurbain des cars du Rhône, avec l'objectif à terme d'unifier la tarification des trois réseaux et une harmonisation des offres de transport,.
Le 27 octobre 2014, comme prévu le Syndicat mixte des transports du Rhône décide de se dissoudre et d'adhérer au SYTRAL au 1er janvier 2015 . Le 26 novembre suivant, la fusion est approuvée par le comité syndical du SYTRAL ,.
Le syndicat mixte des transports du Rhône est dissous par arrêté préfectoral du 19 décembre 2014 avec date d'effet au 1er janvier 2015. Le département du Rhône reprend les compétences « abris » et « transport à la demande », alors que le SYTRAL prend la compétence de coordination, d'organisation et de gestion des services de transports collectifs réguliers non urbains.

## Périmètre des transports
Le syndicat avait pour périmètre l'ensemble des communes du département du Rhône ne faisant pas partie du SYTRAL et du réseau TCL et desservies par les réseaux suivants :
- Les cars du Rhône, le réseau départemental, incluant la navette de Tarare ;
- Libellule, le réseau urbain de Villefranche-sur-Saône, Arnas, Limas, Gleizé et de Jassans-Riottier (Ain).

## Missions et organisation

### Composition
Ce syndicat était composé de trois collectivités :
- Le conseil général du Rhône ;
- La communauté d'agglomération Villefranche-Beaujolais-Saône ;
- La communauté de communes de l'Est lyonnais.

Au 1er janvier 2015, ces deux dernières collectivités ont rejoint le SYTRAL en plus du conseil général qui en était déjà membre,,.

### Administration

#### L'exécutif
Le comité syndical était le suivant :
- Un délégué par EPCI de moins de 50 000 habitants ;
- Deux délégués par EPCI de plus de 50 000 habitants ;
- Département du Rhône (représenté par son conseil général) : 4 délégués ;
- Communauté d'agglomération Villefranche-Beaujolais-Saône : 2 délégués ;
- Communauté de communes de l'Est lyonnais : 1 délégué.

#### Président du SMTR
| Période | Période | Identité     | Étiquette | Qualité                                                     |
| ------- | ------- | ------------ | --------- | ----------------------------------------------------------- |
| 2013    | 2015    | Denis Longin | DVD       | Maire de Ranchal Vice-président du conseil général du Rhône |

### Compétences
Les compétences étaient les suivantes :
- L'organisation des transports dont les territoires sur lesquels le département est compétent ;
- La coordination des offres, de la tarification et de l'information.

## Budget

### Ressources
L'une des ressources est le versement transport, dont son taux a été fixé le 1er juillet 2013 à 0,30 %, avec un VT additionnel à 0,50 % dans les communes situés dans « l'espace à domination urbaine » et un autre VT additionnel de 0,20 % à Saint-Romain-en-Gal.